# Nacionalni inštitut za biologijo
Nacionalni inštitut za biologijo (kratica NIB) je slovenski javni raziskovalni zavod na področju biologije, pridruženi član Univerze v Ljubljani. Na podlagi dognanj iz opravljenih proučevanj in raziskovanj ustvarja nova vedenja in znanja s področja biologije.

## Zgodovina
Za začetek inštituta šteje akt Biotehniške fakultete o ustanovitvi Inštituta za biologijo na Oddelku za biologijo, ki je bil sprejet 29. aprila 1960. Pod okriljem fakultete je deloval do leta 1975, ko je postal samostojna in enovita delovna organizacija. Naslednji mejnik inštituta je leto 1988, ko se je iz prostorov Biotehniške fakultete preselil v lastne prostore na Karlovško ulico v Ljubljani. Vlada Republike Slovenije in Univerza v Ljubljani sta 24. marca 1994 ustanovila javni raziskovalni zavod Inštitut za biologijo in s tem uredila kadrovsko in materialno osnovo za nemoteno delovanje inštituta. Takrat se je pričela gradnja zgradbe v Biološkem središču Slovenije, v katero se je inštitut postopoma preselil v letih 1995 do 1998. Tik pred dokončno preselitvijo, 17. januarja 1998, se je inštitut preimenoval v Nacionalni inštitut za biologijo, s skrajšanim imenom NIB.
Leta 2020 je inštitut znova postal pridruženi član Univerze v Ljubljani. Istega leta je bila podpisana pogodba v višini 36 milijonov evrov za izgradnjo nove zgradbe Inštituta, poimenovane »Biotehnološko stičišče«. 12. februarja 2024 so bili novi prostori tudi odprti.

## Poslanstvo
Temeljno poslanstvo inštituta je ustvarjanja novega znanja na področju biologije in sorodnih naravoslovnih ved ter hkrati prenašanja tega znanja v uporabo za izboljševanje kakovosti življenja ljudi.
Svoje poslanstvo inštitut ustvarja z raziskavami na področju biologije in sorodnih ved v Sloveniji; s sodelovanjem in izvajanjem mednarodnih projektov, posebej tistih iz Okvirnih raziskovalnih programov Evropske unije; z vzpostavljanjem sistema okoljskega nadzora in sodelovanja pri njihovem izvajanju; z aktivno vlogo pri vzpostavljanju sistema varne hrane in sodelovanje pri nadzoru, predvsem na področju GSO; z aktivno vlogo pri sistemu varstva rastlin na področju povzročiteljev bolezni rastlin; s povezovanjem s farmacevtsko, biotehnološko in prehrambeno industrijo; z usposabljanjem mladih raziskovalcev ter s povezovanjem z univerzami in drugimi visokošolskimi organizacijami za dodiplomski in podiplomski študij.

## Organizacija
Inštitut sestavljajo štiri raziskovalne enote, od tega trije oddelki in ena upravno-administrativna enota
- Oddelek za biotehnologijo in sistemsko biologijo
- Oddelek za genetsko toksikologijo in biologijo raka
- Oddelek za raziskave organizmov in ekosistemov
- Morska biološka postaja Piran

Znotraj oddelkov delujejo raziskovalne skupine, ki se ukvarjajo z bazičnimi in aplikativnimi biološkimi raziskavami na svojih področjih. O raziskovalnih usmeritvah inštituta odloča desetčlanski znanstveni svet, o organizacijskih in finančnih pa devetčlanski upravni odbor, ki ga sestavljajo predstavniki inštituta, Univerze v Ljubljani, gospodarstva in države. Do februarja 2018 je bila direktorica Tamara Lah Turnšek. Trenutna direktorica je biologinja Maja Ravnikar.
Na inštitutu deluje nacionalni referenčni laboratorij za rastlinske patogene, ki je bil eden prvih tovrstnih na ravni Evropske unije. Inštitut je sicer akreditiran za določanje prisotnosti gensko spremenjenih organizmov v vzorcih živil, krme, semen in kmetijskih proizvodov. Od leta 2010 odcepljeno podjetje BioSistemika, ki ga je ustanovil inštitut, razvija komercialne rešitve za potrebe molekularne biologije. Znotraj inštituta deluje tudi Morska biološka postaja v Piranu, ki se kot edina slovenska raziskovalna ustanova ukvarja z morjem.
NIB od svoje 50-letnice dalje (2010) podeljuje Nagrade Miroslava Zeia v več kategorijah.